# Montplonne
Montplonne és un municipi francès situat al departament del Mosa i a la regió del Gran Est. L'any 2007 tenia 163 habitants.

## Demografia

### Població
El 2007 la població de fet de Montplonne era de 163 persones. Hi havia 64 famílies, de les quals 12 eren unipersonals (4 homes vivint sols i 8 dones vivint soles), 24 parelles sense fills i 28 parelles amb fills.
La població ha evolucionat segons el següent gràfic:
Habitants censats

### Habitatges
El 2007 hi havia 66 habitatges, 62 eren l'habitatge principal de la família, 3 eren segones residències i 1 estava desocupat. Tots els 66 habitatges eren cases. Dels 62 habitatges principals, 54 estaven ocupats pels seus propietaris, 4 estaven llogats i ocupats pels llogaters i 4 estaven cedits a títol gratuït; 10 tenien tres cambres, 10 en tenien quatre i 42 en tenien cinc o més. 47 habitatges disposaven pel capbaix d'una plaça de pàrquing. A 24 habitatges hi havia un automòbil i a 35 n'hi havia dos o més.

### Piràmide de població
La piràmide de població per edats i sexe el 2009 era:
| Homes | Edats   | Dones |
| ----- | ------- | ----- |
| 0     | 95 o +  | 0     |
| 0     | 90 a 94 | 0     |
| 4     | 85 a 89 | 0     |
| 0     | 80 a 84 | 4     |
| 0     | 75 a 79 | 4     |
| 0     | 70 a 74 | 0     |
| 8     | 65 a 69 | 8     |
| 8     | 60 a 64 | 4     |
| 4     | 55 a 59 | 0     |
| 4     | 50 a 54 | 8     |
| 4     | 45 a 49 | 4     |
| 12    | 40 a 44 | 8     |
| 12    | 35 a 39 | 8     |
| 0     | 30 a 34 | 4     |
| 0     | 25 a 29 | 4     |
| 0     | 20 a 24 | 4     |
| 4     | 15 a 19 | 16    |
| 4     | 10 a 14 | 12    |
| 4     | 5 a 9   | 4     |
| 8     | 0 a 4   | 0     |

## Economia
El 2007 la població en edat de treballar era de 109 persones, 75 eren actives i 34 eren inactives. De les 75 persones actives 67 estaven ocupades (39 homes i 28 dones) i 8 estaven aturades (4 homes i 4 dones). De les 34 persones inactives 11 estaven jubilades, 14 estaven estudiant i 9 estaven classificades com a «altres inactius».

### Ingressos
El 2009 a Montplonne hi havia 62 unitats fiscals que integraven 169 persones, la mediana anual d'ingressos fiscals per persona era de 17.237 €.

### Activitats econòmiques
Dels 5 establiments que hi havia el 2007, 2 eren d'empreses de construcció, 1 d'una empresa immobiliària i 2 d'empreses de serveis.
Dels 2 establiments de servei als particulars que hi havia el 2009, 1 era una fusteria i 1 electricista.
L'any 2000 a Montplonne hi havia 9 explotacions agrícoles que ocupaven un total de 1.068 hectàrees.

## Equipaments sanitaris i escolars
El 2009 hi havia una escola elemental integrada dins d'un grup escolar amb les comunes properes formant una escola dispersa.

## Poblacions més properes
El següent diagrama mostra les poblacions més properes.